# Cryptogeobius
Cryptogeobius es un género de arácnido  del orden Opiliones de la familia Gonyleptidae.

## Especies
Las especies de este género son:
- Cryptogeobius clavitibialis
- Cryptogeobius crassipes